# Fiat 1200 Spider

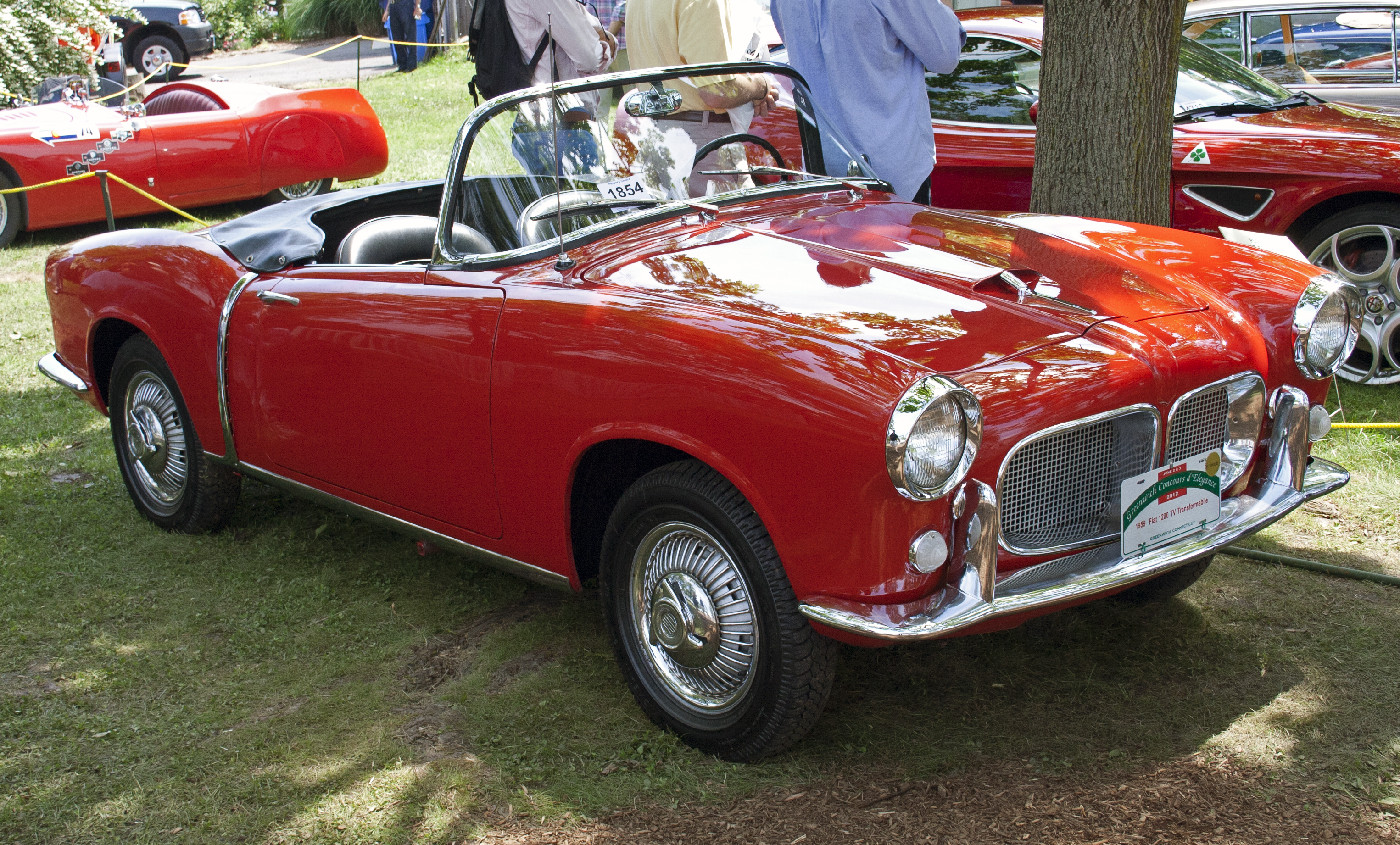
Fiat 1200 TV Trasformabile von 1956

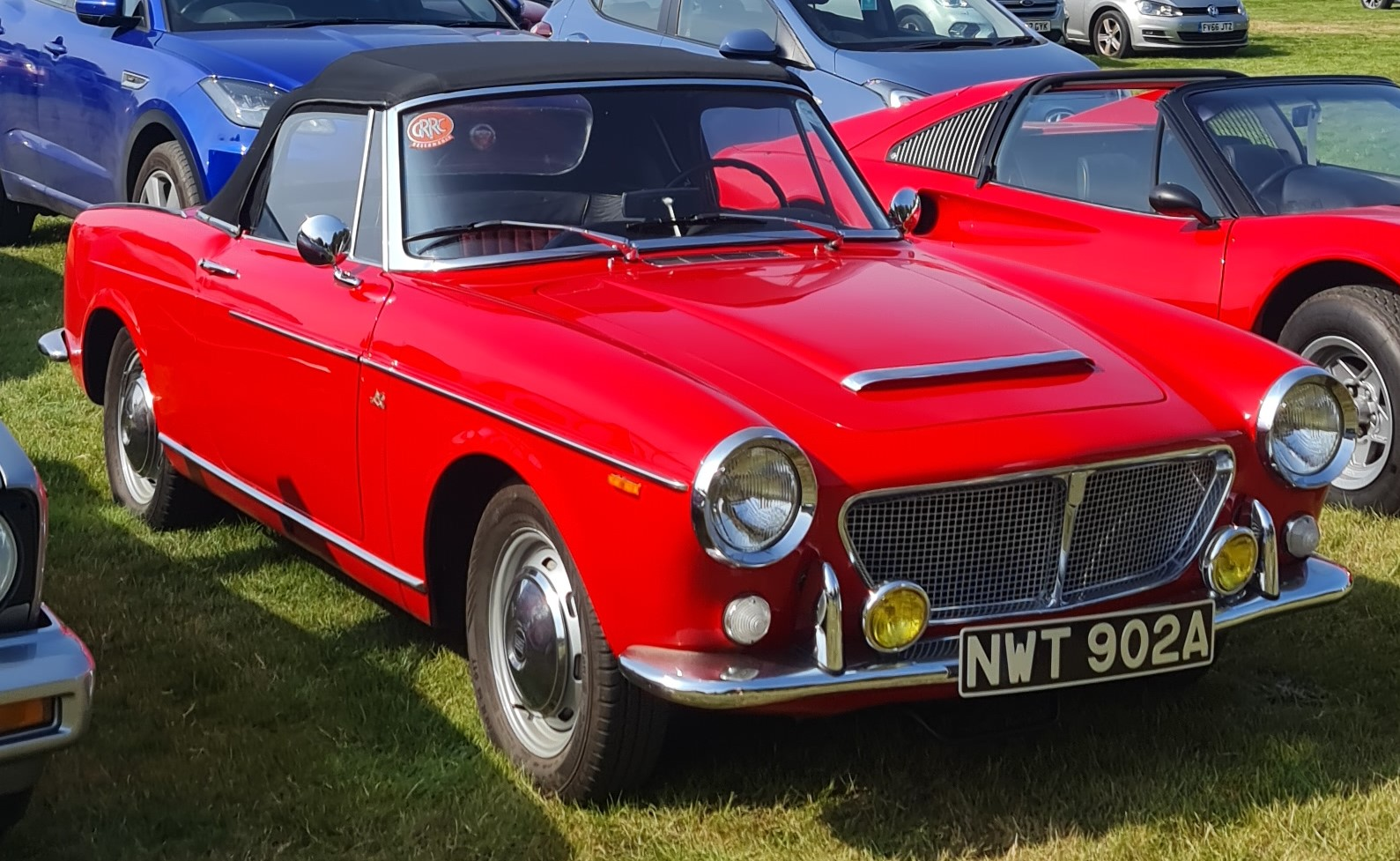
Fiat 1200 Cabriolet von 1963

Der ab 1957 gebaute Fiat 1200 Trasformabile (Export: 1200 Spyder), ein zweitüriges Cabriolet, war Nachfolger des Fiat 1100-103 TV Trasformabile. Es hatte einen Vierzylinder-Reihenmotor mit 1221 cm³ und 55 PS / 40 kW und ein Vierganggetriebe, wie die Limousine Fiat 1200 Granluce. Seine Höchstgeschwindigkeit betrug 140 km/h. Markantes äußerliches Unterscheidungsmerkmal zum Vorgänger waren u. a. die in die Wagenmitte gerückten Stoßstangenhörner und die bis zu den hinteren Radläufen herumgezogene Stoßstange. Im Innenraum fiel neben anderen Sitzbezügen der „zeitgemäße“ Bandtachometer auf und ein Fiat-Sportlenkrad statt des vorher verwendeten Nardi-Holzlenkrads. Ein den Damen in Röcken beim Ein- und Aussteigen entgegenkommendes Feature waren die nach außen schwenkbaren Sitze.
1959 wurde die Fiat-Karosserie durch einen Entwurf von Pininfarina ersetzt und hieß nun Fiat 1200 Spider (mit i) bzw. Fiat 1200 Cabriolet. Die neue Karosserie war deutlich eleganter und wirkte langgestreckter. Dieses neue Modell hatte weiterhin das Fahrwerk und den Antrieb des Fiat 1200 mit einer Motorleistung von 55 PS DIN (63 SAE) / 40 kW. Die Höchstgeschwindigkeit stieg auf 145 km/h. Auf der Basis des neuen Pininfarina-Cabriolets entstand auch der Typ Fiat 1500 S mit 75 PS (ab 1962: 1600 S mit 90 PS) mit dem DOHC-Motor von der Firma OSCA, die den Gebr. Maserati gehörte.
1963 wurde das Cabriolet rundum überarbeitet und bekam außer einem neuen Bug auch Scheibenbremsen und den Antriebsstrang des Fiat 1500. Dieser Nachfolger hieß daher Fiat 1500 Spider.